# Jan III (książę Bawarii)
Jan III (ur. ok. 1373 w Le Quesnoy, zm. w styczniu 1425 w Hadze lub Delfcie) – książę-biskup Liège (elekt) od 1389 do 1418 r. (jako Jan VI), książę Bawarii-Straubing od 1417 r. oraz pretendent do tronu hrabstw Hainaut, Holandii i Zelandii z dynastii Wittelsbachów.

## Życiorys

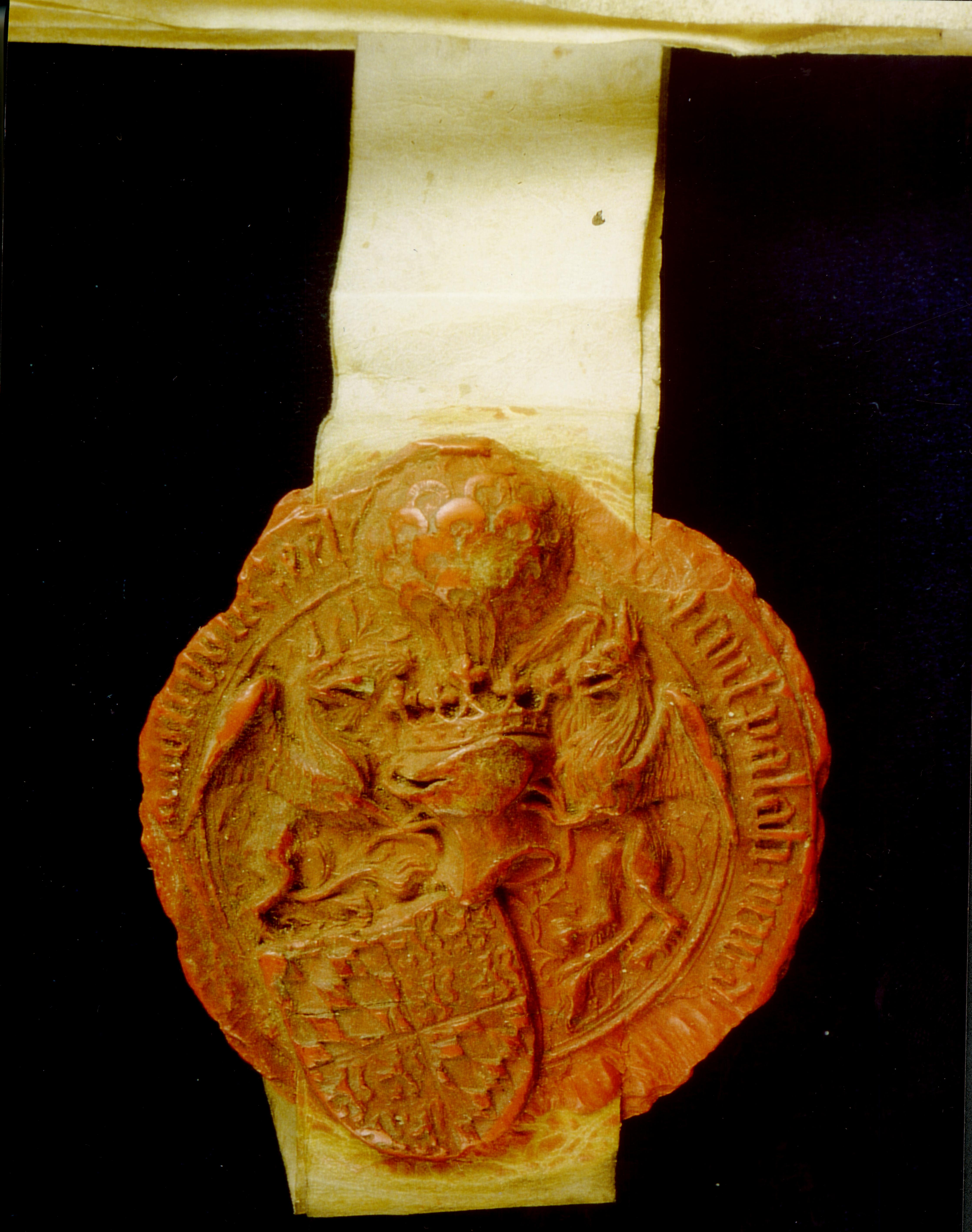
Pieczęć Jana III

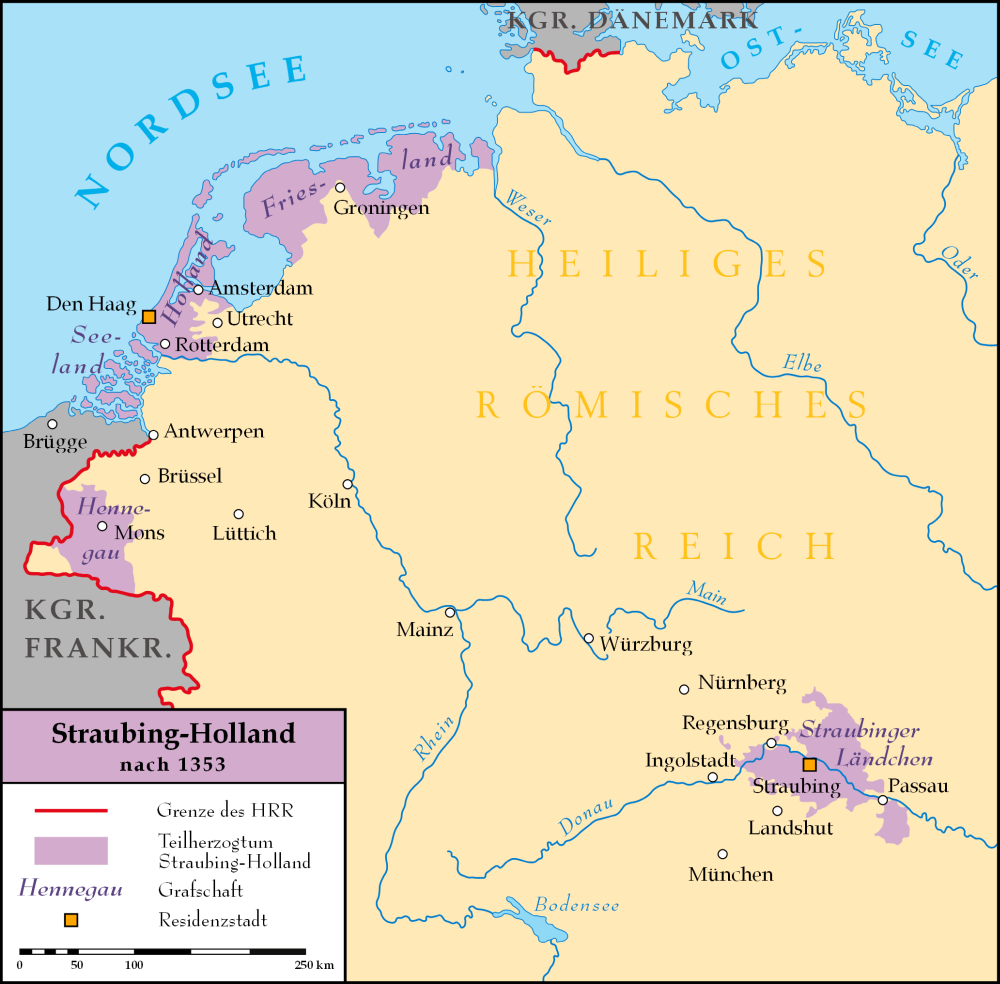
Mapa księstwa Straubing wraz z hrabstwami Holandii, Zelandii, Fryzji i Hainaut po 1353 roku

Jan III był najmłodszym z trzech synów księcia bawarskiego na Straubing Albrechta I i Małgorzaty, córki księcia brzeskiego Ludwika I. Przeznaczony do stanu duchownego, Jan został kanonikiem katedralnym w Kolonii, a w 1389 roku wybrano go na biskupa Liège. W kolejnym roku został zatwierdzony na tym stanowisku przez papieża. Pozwolił jednak się wyświęcić jedynie na subdiakona, rządził więc biskupstwem jako elekt. Energiczny władca, chciał umocnić świecki wymiar swej władzy w mieście Liège, co nie było w smak władzom miejskim. W 1406 roku pojawił się nawet „antybiskup”, zatwierdzony przez antypapieża. To wywołało otwartą wojnę, w której biskup Jan pozyskał wsparcie książąt Bawarii i Burgundii oraz hrabiów Holandii i Namur. W 1408 roku mieszczanie z Liège zostali pokonani w bitwie pod Othée i krwawo ukarani przez zwycięzców. Zniesiono wszelkie przywileje miejskie, które jednak następnie Jan stopniowo oddawał mieszczanom.
W 1417 roku zmarł starszy brat Jana, Wilhelm II, książę Bawarii-Straubing, a zarazem hrabia Hainaut, Holandii i Zelandii. Nie pozostawił męskich potomków, a jako swoją następczynię wskazał swą córkę Jakobinę (wbrew woli cesarza Zygmunta, który wolał, aby następcą został Jan – po jego bezdzietnej śmierci lenno wróciłoby do dyspozycji cesarskiej). Jan podjął starania w celu objęcia schedy po bracie. Znalazł silne oparcie w samej Holandii, które pozwoliło mu zająć Dordrecht. Jednocześnie, w 1418 roku zrezygnował z biskupstwa Liège i otrzymał cesarskie potwierdzenie swej władzy w ziemiach pozostawionych przez brata (wkrótce potem poślubił cesarską bratanicę, księżną Luksemburga Elżbietę, wdowę po księciu Brabancji Antonim). W 1419 roku zawarł porozumienie z Jakobiną, które dawało mu władzę nad dużą częścią Holandii w roli lennika Jakobiny, zrzekał się też nadań cesarskich. Otrzymał tytuł namiestnika Holandii i Zelandii i w dużej mierze samodzielną władzę w tych hrabstwach. Rezydował w Hadze. W 1420 roku Jan pokonał pozostałą opozycję, zdobywając Lejdę. Jakobina udała się do Anglii, skąd wróciła jesienią 1424 roku aby na nowo podjąć walkę o władzę. Nie mając dzieci z legalnego związku, w 1424 roku Jan zawarł układ o wzajemnym dziedziczeniu z księciem burgundzkim Filipem Dobrym, swoim siostrzeńcem. Kilka miesięcy później Jan zmarł otruty (wolno działającą trucizną nasączono używany przezeń modlitewnik).
Jan był bystrym i energicznym człowiekiem, o bardzo silnej woli, której zawdzięczał przydomek „ohne Gnade” (niemiłosierny). Mimo biskupiego stanowiska, oddawał się światowym rozrywkom i cenił rycerskie rzemiosło oraz damskie towarzystwo. Jednocześnie dbał o rozwój i bezpieczeństwo swoich włości. Był też mecenasem kultury, m.in. przez dwa lata zatrudniał na swoim dworze Jana van Eycka.